# Atalanta Fugiens (orchestre)
Pour les articles homonymes, voir Atalanta Fugiens.
Atalanta Fugiens est un ensemble instrumental italien de musique classique, adepte de l'interprétation historiquement informée, soit l'interprétation sur instruments anciens (ou copies d'instruments anciens),.

## Historique
En 2005, le compositeur, contrebassiste et violoniste Vanni Moretto fonde l'orchestre classique Atalanta Fugiens avec lequel il réalise le projet Archivio della Sinfonia Milanese consacré à l'enregistrement et la publication du répertoire symphonique milanais du XVIIIe siècle,.
Les disques du projet Archivio della Sinfonia Milanese sont édités par Sony sur son label Deutsche Harmonia Mundi,. Les partitions sont revues par un comité scientifique de l'Université d'État de Milan (dont Vanni Moretto est membre) et publiées par Casa Ricordi,,.
L'ensemble tire son nom du livre Atalanta Fugiens de l'alchimiste allemand Michael Maier.
L'orchestre se produit dans de nombreux festivals comme MITO SettembreMusica, Dias da Musica à Lisbonne, le festival de Brême, le festival de Lucerne, l'Osterfestival Tirol, le festival de Lubjana, le festival Grandezze e Meraviglie de Modène, le Festival Esta de Crémone, le festival Muiscantiqua à Martinengo, le festival Musica a Villa Palestro à Milan, les Semaines Musicales de Stresa et les Concerti delle Camelie à Locarno,.

## Répertoire
Son répertoire s'étend de la première moitié du XVIIIe siècle à l'ensemble du XIXe siècle et comprend des œuvres inédites, de nouvelles découvertes et des transcriptions, ainsi que des œuvres de compositeurs peu connus.
L'ensemble s'intéresse tout particulièrement à la redécouverte et à la mise en valeur du répertoire des compositeurs de l'école symphonique de Milan, « une ville que les études récentes de B. Churghin et S. Mandel attestent comme l'un des premiers berceaux de la symphonie ». Cette école, également appelée école lombardo-piémontaise, introduisit et fit connaître en Europe le nouveau genre symphonique bien avant les écoles de Mannheim et de Vienne.
L'ensemble a publié six disques nommés Archivio della sinfonia milanese Vol. 1 à 6, consacré chacun à six symphonies d'un des compositeurs de l'école de Milan. 
Le premier et le quatrième de ces enregistrements sont consacrés à Antonio Brioschi qui, selon la musicologue israélienne Sarah Mandel, a écrit environ 90 symphonies en moins de 30 ans, « ce qui fait de lui peut-être le symphoniste le plus actif de tous les temps »,. Ce compositeur, dont la vie est mal connue, a gagné l'estime du mécène musical parisien Pierre Philibert de Blancheton, qui a acquis des dizaines de ses œuvres pour sa collection.
Le deuxième volume de la collection est consacré à Fortunato Chelleri, le plus âgé des symphonistes milanais qui adopta le style nouveau développé par Brioschi et Sammartini et devint symphoniste à un âge avancé, après avoir écrit principalement des pièces de théâtre et pour clavecins : quand il devient défenseur de la nouvelle musique instrumentale, il ne réside plus en Italie, mais en Europe du Nord, en Allemagne et en Suède.
Vient ensuite un volume consacré à Niccolò Zingarelli (1752 - 1837) dont le séjour à Milan, bien que limité à un peu plus d'une décennie, constitue cependant la clé de voûte de sa carrière.
Le cinquième volume est consacré aux symphonies de Francesco Zappa, un violoncelliste et compositeur, né probablement à Milan en 1717, dont le musicien de rock américain Frank Zappa a découvert l'existence par hasard en parcourant l'encyclopédie musicale de Grove : Zappa a consacré en 1984 à son quasi-homonyme un disque de style électronique, intitulé simplement Francesco Zappa et enregistré par le Barking Pumpkin Digital Gratification Consort dirigé par lui,,. 
Le sixième volume de la collection Archivio della sinfonia milanese est consacré à Pasquale Ricci, un compositeur qui a fait des études musicales à Milan, a séjourné de 1764 à 1780 à l'étranger, travaillant en Allemagne, en France, en Angleterre, en Belgique, en Suisse et aux Pays-Bas où ses symphonies Op.2 ont été publiées en 1766 à Amsterdam.

## Discographie partielle
L'ensemble Atalanta Fugiens a réalisé des enregistrements pour le label milanais Amadeus et pour le label Deutsche Harmonia Mundi de Sony :
- 2003 : Quintetti con fortepiano op. 74 e op. 87 de Johann Nepomuk Hummel (label Amadeus)
- 2006 : Sei Sinfonie (1733-1741) d'Antonio Brioschi (Deutsche Harmonia Mundi)
- 2008 : Sei Sonate A Quattro de Rossini (label Amadeus)
- 2010 : The Milanese Symphonies Vol.I de Niccolò Zingarelli (Deutsche Harmonia Mundi, réédité en 2021 sous le titre Symphonies 5-8 par le label italien Urania Records)
- 2012 : Six Symphonies (1740-1744) d'Antonio Brioschi (Deutsche Harmonia Mundi)
- 2012 : Six Simphonies de Francesco Zappa (Deutsche Harmonia Mundi)
- 2012 : Le Sinfonie Del Fondo "Utile Dulci" d'Antonio Brioschi (label Amadeus)
- 2014 : Six Symphonies de Pasquale Ricci (Deutsche Harmonia Mundi)
- 2014 : Il Settecento Tra Milano E Torino, Mozart, J. Ch. Bach, Pugnani, Zingarelli, Zappa (label Amadeus)
- 2015 : Six Simphonies Nouvelles de Fortunato Chelleri (Deutsche Harmonia Mundi)